# Hurum
Hurum es un municipio en el condado de Buskerud, Noruega. Su centro administrativo es el pueblo de Klokkarstua. El municipio de Hurum fue creado en 1838. En 1847 se le dio a la pequeña villa de Holmsbu el estatus de pueblo, aunque perdió dicha condición en 1964. Tiene una población de 9365 habitantes según el censo de 2015.
En algún momento se propuso que se construyera en Hurum el nuevo aeropuerto nacional de Noruega. Sin embargo el plan fue abandonado, a causa de que en la zona de Hurum tuviera excesiva niebla, irónicamente el aeropuerto principal se encuentra en la actualidad en Gardermoen en el condado de Akershus, un sitio con mucha mayor ocurrencia de niebla que Hurum.

## Información general

### Nombre
El nombre primitivo en nórdico antiguo era Húðrimar. Se desconoce el significado del primer elemento (Húð) pero el último elemento es el plural de rimi, que significa «cumbre».

### Escudo
El escudo es moderno y fue creado en 1979. El escudo posee dos líneas onduladas azules sobre un fondo plateado. La elección obedeció a que el municipio se encuentra en una península entre dos fiordos: Oslofjord y Drammensfjord. También el escudo se basa en el escudo de la familia  Huitfeldt, que desempeñaron un rol destacado en la historia local. El escudo de la familia tenía una sola franja.

## Geografía
El municipio linda con Røyken al norte. Al oeste la línea de la costa se encuentra próxima a la costa este de Vestfold con Svelvik. Se encuentra conectado con el sector este del Oslofjord por medio del Oslofjordtunnel, uno de los túneles submarinos más largos de su tipo en Europa del norte. El túnel mide 7.2 km de largo y conecta Hurumhalvøya con el condado de Akershus.
Hurum se encuentra ubicado en la zona sur de Hurumhalvøya, que es la península entre el Oslofjord y el Drammensfjord. Los poblados más habitados son Tofte y Sætre.